# Самая длинная соломинка
«Самая длинная соломинка» — советский художественный фильм режиссёра Дзидры Ритенберги, снятый на Рижской киностудии в 1982 году.

## Сюжет
Первый послевоенный год. В небольшом городке появляется незнакомец, который настойчиво пытается найти человека, известного ему по имени Лис. Вскоре он выходит на руководимое осторожным конспиратором Франциском подполье и рассказывает тому о причинах своего появления.
По словам молодого человека, он выполняет поручение госпожи Мурской, спрятавшей в тайнике, накануне бегства за границу, семейные драгоценности. Попутно он намекает, что имеет полномочия для переговоров с участниками сопротивления и является долгожданным эмиссаром от иностранных спецслужб.
Сам Франциск не склонен доверять загадочному связному. У него есть информация, что вновь прибывший подозрительно похож на убитого фашистами четыре года назад сына местного доктора Юриса Вилкса.

## В ролях
- Георгий Тараторкин — Юрис Вилкс (Забелла)
- Светлана Смирнова — Вероника
- Альгис Матулёнис — Франциск
- Ольгерт Кродерс — Эдвардс Вилкс
- Эдгар Лиепиньш — Леопольд Мурский
- Эугения Плешките — Юшкене
- Петерис Крыловс — Юшка
- Сергей Юдин — Филипп
- Юрис Лавиньш — Антс
- Болеслав Руж — Казимир
- Улдис Думпис — Одноглазый
- Викторас Плют — майор
- Хельмут Калныньш — связной
- Юрис Стренга — австриец
- Владимир Жук — ксёндз
- Саулюс Баландис

## Съёмочная группа
- Авторы сценария: Григорий Канович, Саулюс Шалтёнис
- Режиссёр-постановщик: Дзидра Ритенберга
- Оператор-постановщик: Гвидо Скулте
- Художник-постановщик: Улдис Паузерс
- Звукооператор: Е. Ольшанко
- Режиссёр: Р. Гинтере
- Оператор: И. Хофманис
- Художник по костюмам: Н. Шапорина
- Художник-гримёр: Р. Пранде
- Монтажёр: З. Гейстарте
- Редакторы: Владлен Дозорцев, Николай Золотонос
- Музыкальное оформление: Я. Кулберг
- В картине использована музыка Т. Альбинони, М. Регера и Э. Сухоня
- Консультант: С. Зукул
- Директор: В. Риепша